# 許子良
許子良（1535年—1589年），字直夫，浙江杭州府仁和縣，明朝政治人物。

## 生平
浙江鄉試第八十六名舉人，隆慶二年（1568年）戊辰科三甲進士。歷福建閩縣知縣。五年（1571年）九月选授广东道試監察御史，萬曆四年（1576年）八月復除河南道御史，十一月巡按江西。八年闰四月復除河南道御史，巡按河南，十三年六月升大理寺右寺丞，添注管事，十五年二月轉左寺丞，十二月升右少卿，十六年四月累官都察院右僉都御史，巡撫貴州，十七年十月改任郧阳抚治，未赴任而卒，二十二年賜祭葬。

## 家族
曾祖父許茂盛，教諭；祖父許壽；父許賓，母朱氏。具庆下。兄子賢、弟子成、子立。
子許聯樞，廣西左參政；孫許文岐，湖廣副使。